# لویتنتال
لویتنتال (به آلمانی: Leutenthal) یک شهر در آلمان است که در وایمارر لاند واقع شده‌است. لویتنتال ۲۵۷ نفر جمعیت دارد.